# Stina Tirén

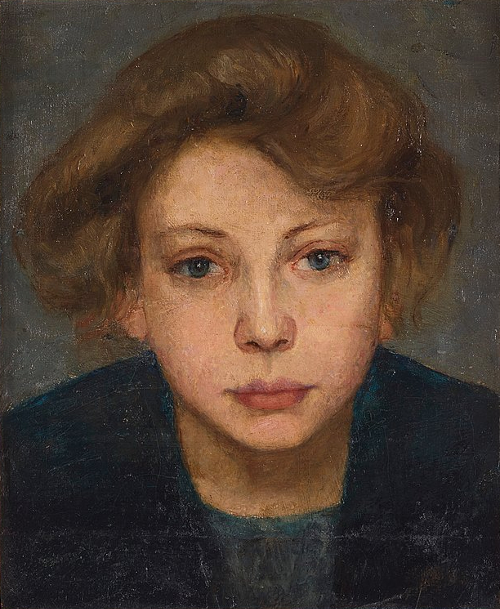
Stina Tirén; porträtt av
Ester Ellqvist

Gerda Emma Kristina (Stina) Tirén, född 25 oktober 1886 i Stockholm, död 5 december 1951 på Tirsta, Länna socken, Stockholms län, var en svensk målare och grafiker.

## Biografi
Stina Tirén var dotter till Johan Tirén och Gerda Rydberg samt syster till Nils Tirén, brorsdotter till Karl Tirén och faster till Kåre Tirén. Hon studerade vid Konstakademien 1905–1910 där hon även följde undervisningen i Axel Tallbergs etsningskola. Hon tilldelades ett stipendium ur Kinmansons fond 1921. Hon deltog flitigt i det jämtländska konstlivet och medverkade regelbundet i utställningar arrangerade av Sällskapet för jämtländsk konstkultur och Jämtlands läns konstförening. Hon var representerad i Föreningen Svenska Konstnärinnors utställningar på Konstakademien 1911 och på Skånska konstmuseum i Lund 1912 samt Baltiska utställningen. 
Under 1920- och 1930-talen medverkade hon i Sveriges allmänna konstförenings utställningar på Liljevalchs konsthall. Tillsammans med sin bror och mor ställde hon ut på Konstnärshuset i Stockholm 1918. Vid en separatutställning på Konstakademien 1941 fyllde hon upp tre stora salar med serier av norrländska landskapsmotiv. Hon målade porträtt, stilleben och landskap, vanligen fjällmotiv från Jämtland och Härjedalen. Bland hennes verk märks Porträtt av min mor, Tallmyr, Zions söner och Skogstjärn. Som illustratör medverkade hon i bland annat i Barnbiblioteket Saga. 
Tirén är representerad vid Nationalmuseum, Nordiska museet och Jämtlands länsmuseum i Östersund.